# Happy Days (série télévisée)
Pour les articles homonymes, voir Happy Days et Les Jours heureux.

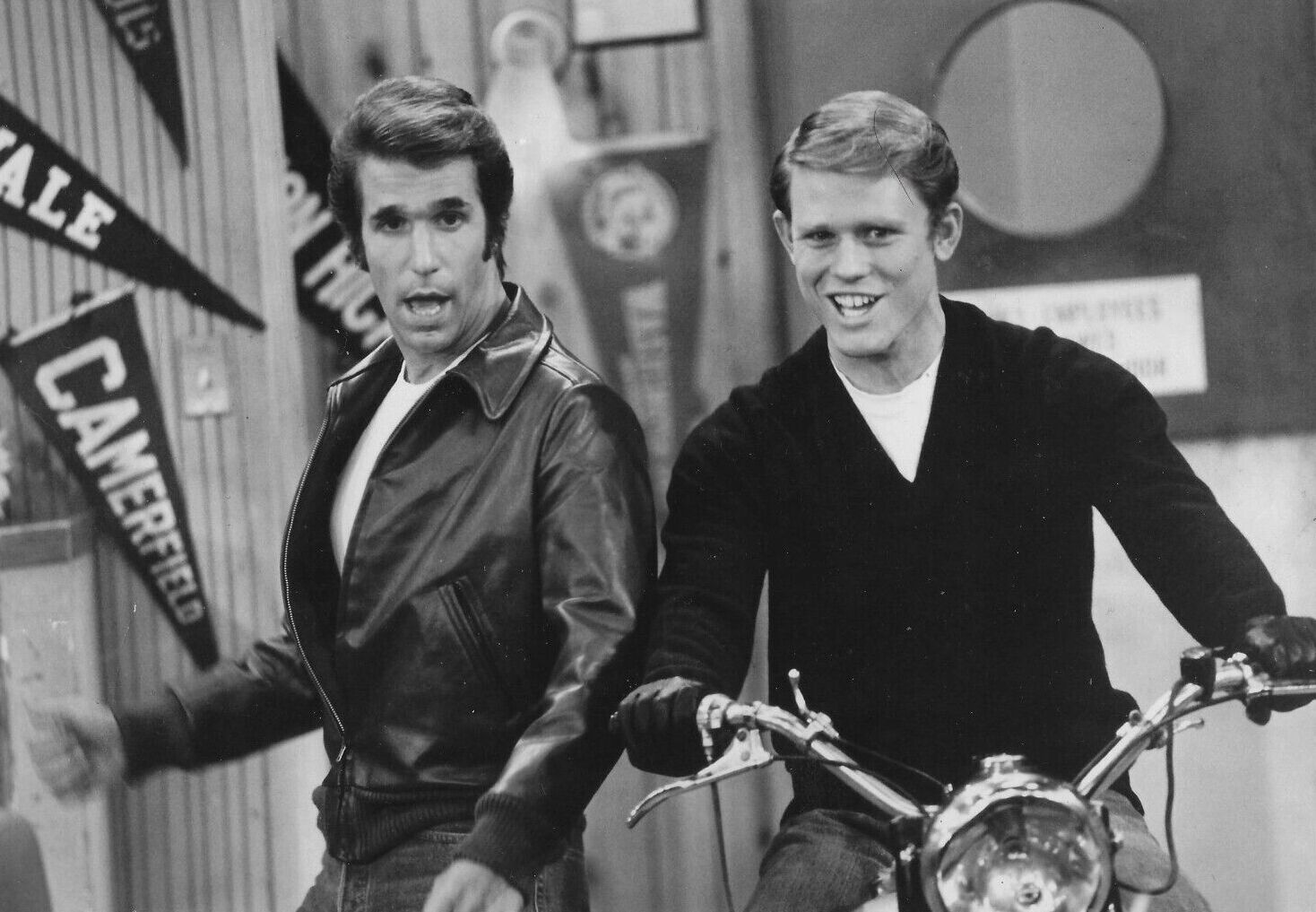
Henry Winkler (Fonzie) et Ron Howard (Richie) dans une scène de la série.

Happy Days ou Happy Days - Les Jours heureux (Happy Days) est une série télévisée américaine de 255 épisodes de 24 minutes, créée par Garry Marshall et diffusée entre le 15 janvier 1974 et le 24 septembre 1984 sur le réseau ABC.
En France, une sélection de 26 épisodes issus des saisons 1 à 3 a été diffusée sous le titre Les Jours heureux à partir du 22 août 1976 sur TF1. (D'abord 14 épisodes chaque dimanche à 18h45 jusqu'au 21 novembre 1976)
À partir du 7 septembre 1986, La Cinq rediffuse les saisons 1 à 3 dans un ordre anarchique,,, et dans la foulée, programme les épisodes restés jusque-là inédits. Chaque épisode est multi-diffusé d'abord à 19h10 et rediffusé le lendemain à 7h20 et 12h35 selon le système dit de la « boucle ». À partir de 1987, La Cinq diffuse la sitcom sous le titre Happy Days - Les Jours heureux. Rediffusion des 86 premiers épisodes du 1er mars 1993 au 13 mai 1993, puis du 17 juin 1993 au 3 septembre 1993 dans le nouveau Giga sur France 2. Rediffusion de 220 épisodes du 13 février 1996 au 27 décembre 1996 sur France 2.
Puis sur Série Club en 1998, puis Comédie!. À partir du 3 septembre 2007 sur Paris Première en version remastérisée, puis sur Virgin 17 de septembre 2009 au 20 juin 2010.
Le pilote Love and the Happy Days (New Family in Town) a été diffusé pour la première fois en France lors de la soirée spéciale Happy Days le 17 février 2004 sur Comédie!.

## Synopsis

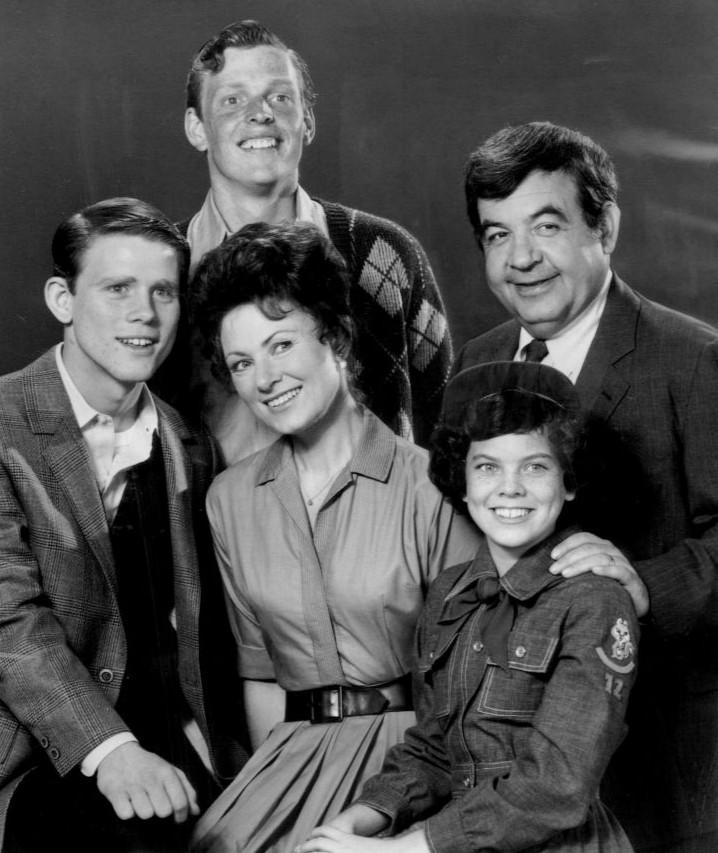
Ron Howard avec le reste de la famille Cunningham dans Happy Days en 1974.

Cette série brosse le portrait idéalisé de l'Amérique des années 1950 et du début des années 1960. Elle met en scène la vie de Richie Cunningham, un étudiant un peu coincé, et de sa famille ; d'Arthur « Fonzie » Fonzarelli, jeune loubard au cœur tendre, et de leurs amis.
Véritable série culte des années 1970, elle doit son immense succès à la nostalgie d'une époque et à la variété des thèmes abordés tels que l'amitié, l'amour, le courage, le sacrifice, la loyauté…

## Genèse

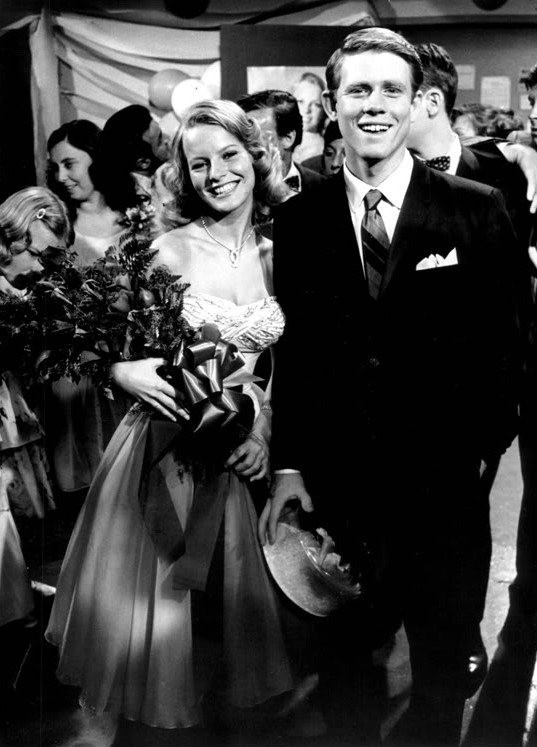
Cheryl Ladd avec Ron Howard lors d'un enregistrement en 1974.

En 1970, les États-Unis sont en pleine guerre du Vietnam, ce qui a pour conséquence de faire monter l'inflation et de démoraliser les Américains. C'est dans ce contexte que la télévision cherche un moyen de créer une nouvelle série se déroulant à une période où les États-Unis étaient prospères. ABC demande alors à Garry Marshall de travailler sur une série qui se déroulerait dans les années 1930, mais Marshall n'est pas intéressé par cette décennie, il préfère situer l'action dans les années 1950. La série s'appellera dans un premier temps : New Family in Town ; un pilote sera tourné fin 1971 avec Harold Gould dans le rôle de Howard Cunningham. Marion Ross sera Marion, Ron Howard sera Richie, Anson Williams incarnera Potsie, Ric Carrott sera Charles « Chuck » Cunningham, et Susan Neher jouera Joanie. Mais le pilote ne convainc pas : Paramount le recyclera comme épisode de la série anthologique Love, American Style sous le titre : Love and the Happy Days.
En 1972, le réalisateur George Lucas demande à voir le pilote pour s'assurer de la crédibilité de Ron Howard dans le rôle d'un adolescent pour son prochain film, American Graffiti. Lucas est convaincu, et son film est un succès en 1973. Garry Marshall et ABC reprennent leur idée et changent le titre en Happy Days. La chaîne lui impose de rajouter deux thèmes oubliés pour le pilote : les bandes et les voitures. La distribution des rôles est revue en partie, les producteurs pensant que l'aspect des bandes ou gangs devant être traité de manière non-violente. Ainsi naît le personnage de Fonzie. La première diffusion marche très bien, mais l'aspect « comédie » doit être renforcé. Pour ce faire, les tournages en extérieur seront réduits, Marshall considérant qu'il est plus facile de contrôler l'humour dans des scènes d'intérieur. Enfin, au début de la troisième saison, les épisodes seront tournés devant un vrai public (un essai avait été effectué lors de la deuxième saison et s'était avéré concluant). Jusque-là, il s'agissait de « rires en boîte ». Selon une entrevue de Marshall, Thomas L. Miller, le producteur exécutif avait coutume de dire que : « L'avantage avec une série télé qui se déroule à une autre époque, c'est que lorsqu'elle est rediffusée, on n'a pas l'impression qu'elle a vieilli ».

## Récompenses
- Golden Globe Award 1977 : meilleur acteur de série comique pour Henry Winkler
- Golden Globe Award 1978 : meilleur acteur de série comique pour Henry Winkler
- Emmy Award 1978 : meilleur montage pour Ed Cotter dans l'épisode La Moto de Richie

## Adaptation en dessin animé
Au vu du succès de Happy Days, les studios Hanna-Barbera adaptent la série en un dessin animé intitulé The Fonz and the Happy Days Gang (en), qui est diffusé sur la chaîne ABC du 8 novembre 1980 au 18 septembre 1982. Henry Winkler (Fonzie), Ron Howard (Richie Cunningham) et Donny Most (Ralph Malph) ont tous prêté leur voix pour doubler les 25 épisodes que compte la série d'animation.

## Séries dérivées
Face au triomphe de la série, plusieurs spin-off voient le jour. Le premier est Laverne et Shirley (1976-1983) qui raconte les aventures de deux des amies de Richie et Fonzie, et qui rencontre un très large succès outre-Atlantique. Joanie loves Chachi (1982-1983) met, quant à elle, en scène les deux personnages de Happy Days partis monter leur groupe à Chicago. En 1978 encore, Mork and Mindy (1978-1982) met en vedette Robin Williams dans le rôle d’un extraterrestre. Ce dernier a au préalable été aperçu avec Richie.

## Distribution

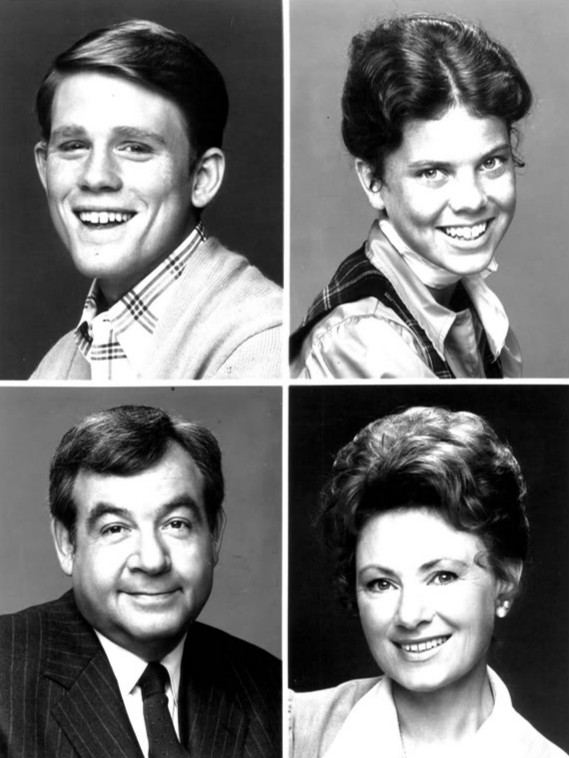
La famille Cunningham : Ron Howard, Erin Moran, Tom Bosley et Marion Ross.

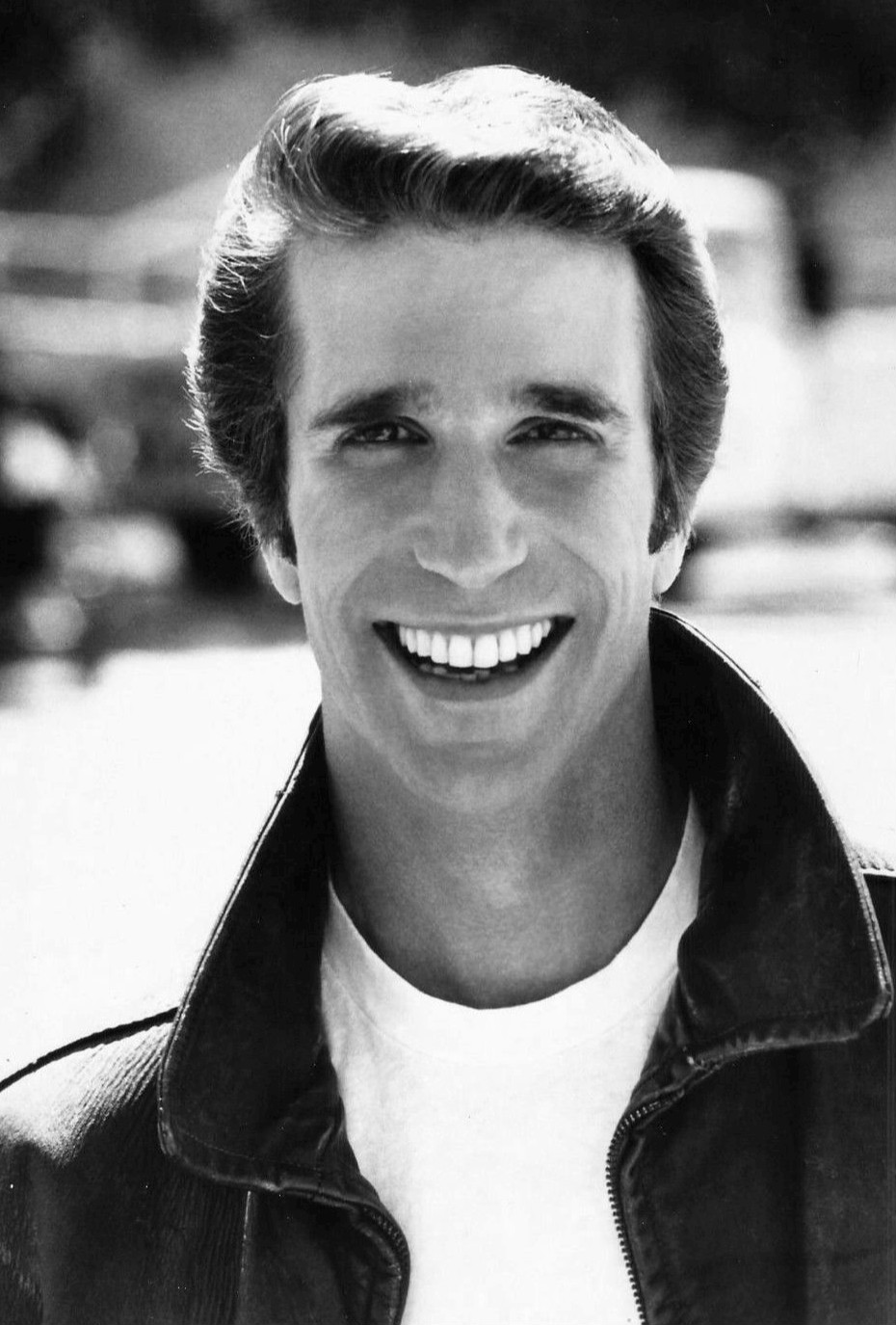
Henry Winkler (Fonzie) en 1977.

- Ron Howard (VF : Pierre Jolivet puis Éric Baugin) : Richard Cunningham dit « Richie » (1974-1980)
- Henry Winkler (VF : Bernard Murat puis Michel Mella) : Arthur Fonzarelli dit « Fonzie »
- Tom Bosley (VF : Jacques Marin) : Howard Cunningham
- Marion Ross (VF : Arlette Thomas) : Marion Cunningham
- Erin Moran (VF : Catherine Lafond puis Françoise Dasque) : Joanie Cunningham
- Gavan O'Herlihy : Chuck Cunningham (saison 1)
- Randolph Roberts : Chuck Cunningham (saison 2)
- Anson Williams (VF : Marc Jolivet puis William Coryn) : Warren Weber dit « Potsie » (1974-1983)
- Donny Most (VF : Denis Boileau puis Christian Bénard) : Ralph Malph (1974-1980)
- Al Molinaro (VF : Georges Berthomieu) : Alfred Delvecchio dit « Al » (1976-1982)
- Pat Morita (VF : Georges Aubert) : Matsuo Takahashi dit « Arnold » (1975-1976 et 1982-1983)
- Scott Baio (VF : Gilles Tamiz) : Charles Arcola dit « Chachi » (1977-1984)
- Crystal Bernard (VF : Marie Vincent) : K. C. Cunningham (1982-1983)
- Lynda Goodfriend (VF : Anne Deleuze) : Lori Beth Allen Cunningham (1977-1982)
- Ted McGinley (VF : Vincent Violette) : Roger Phillips (1980-1984)
- Heather O'Rourke (VF : Nathalie Regnier) : Heather Pfister (1982-1983)
- Linda Purl (VF : Martine Messager) : Ashley Pfister (1982-1983)
- Cathy Silvers : Jenny Piccalo (1980-1983)
- Billy Warlock (VF : Vincent Ropion) : Flip Phillips (1982-1983)
- Robin Williams (VF : Gilles Guillot puis Vincent Violette) : Mork l'alien (1978-1979)
- Misty Rowe : Wendy (1974-1975)

- Version française :
  - Société de doublage : Start[16]
  - Direction artistique : Jean-Marc Pannetier[17]
  - Adaptation des dialogues : Jean-Marc Pannetier[17] et Corinne Fix (50 épisodes)[16]

## Génériques

### Indicatif de début
- Bill Haley and his Comets - Rock Around the Clock saison 1
- Pratt & McClain (en) - Happy Days (en) saisons 2 à 10 (avec plusieurs réorchestrations)
- Bobby Arvon - Happy Days (en) saison 11 (version moderne d'Happy Days)

### Indicatif de fin
Le thème de clôture des saisons 1 et 2 était un fragment de Happy Days (bien que dans un enregistrement différent, avec des paroles différentes de celle de la version standard), dont la musique a été composée par Charles Fox et dont les paroles ont été écrites par Norman Gimbel. Cette version a été réalisée par Jim Haas (en) au chant, Ron Hicklin du Ron Hicklin Singers (en), Stan Farber, Jerry Whitman et Gary Garrett, musiciens de studio, pour les chœurs.

## Épisodes

### Pilote (1973)
1. Love and the happy days (New family in town)

### Première saison (1974)(1eret2edoublages)
1. Échec ou mat (All the Way)
2. La Première Bagnole (The Lemon)
3. La Première Cuite de Richie (Richie's Cup Runneth Over)
4. Une visite inattendue (Guess Who's Coming to Visit)
5. Le Festival rock (Hardware Jungle)
6. Le Club des Démons (The Deadly Dares)
7. Fonzie vient dîner (Fonzie Drops In)
8. Nuit au palace (The Skin Game)
9. Une rupture difficile (Breaking Up is Hard to Do)
10. Qui perd gagne (Give the Band a Hand)
11. Rendez-vous surprise (Because She's There)
12. Le Tatouage de Richie (In the Name of Love)
13. Richie et les beatniks (Great Expectations)
14. Le Garçon d'honneur (The Best Man)
15. La Bicyclette volée[18] ou De la bagarre dans l'air (Knock Around the Block)
16. Un homme prudent (Be the First on Your Block)

### Deuxième saison (1974-1975)(1eret2edoublages)
1. Richie déménage (Richie Moves Out)
2. La Nouvelle Voiture de Richie (Richie's Car)
3. Une fiancée envahissante (Who's Sorry Now ?) - (2e doublage)
4. Une soirée agitée[19] ou Richie est amoureux (You Go to My Head)
5. À vos ordres Richie (R.O.T.C.)
6. Le Fantôme est de la fête (Haunted)
7. Alors Richie, raconte ! (Wish Upon a Star)
8. Richie surveille sa sœur (Not With My Sister, You Don't)
9. Un beau magot (Big Money)
10. Fonzie au théâtre (A Star is Bored)
11. Un Noël sans famille (Guess Who's Coming to Christmas)
12. Une soirée habillée (Open House)
13. Fonzie va-t-il se marier ? (Fonzie's Getting Married)
14. Le Voleur (The Cunningham Caper)
15. Richie et la politique (The Not Making of a President)
16. Minuit en caleçon chez Arnold (Cruisin' '')
17. Le Scoop (The Howdy Doody Show)
18. Qui êtes-vous Dorothée ? (Get a Job)
19. Jamais quatre sans cinq (Fonzie Joins the Band)
20. Des pensionnaires encombrants (Fish and the Fins)
21. Richie disc jockey (Richie's Flip Side)
22. C'est beau la confiance (Kiss Me Sickly)
23. Chicago, quelle aventure ! (Goin' to Chicago)

### Troisième saison (1975-1976)(1eret2edoublages)
1. Un locataire encombrant[20] (Fonzie Moves In) - (1er doublage)
2. La Bécane de Fonzie (The Motorcycle) - (2e doublage)
3. Fonzie le téméraire - 1re partie (Fearless Fonzarelli - Part 1) - (1er doublage)
4. Fonzie le téméraire - 2e partie (Fearless Fonzarelli - Part 2) - (1er doublage)
5. Une de trouvée et dix de perdues (The Other Richie Cunningham) - (1er doublage)
6. Œil pour œil, poing pour poing (Richie Fights Back) - (1er doublage)
7. Une famille contestataire (Jailhouse Rock) - (1er doublage)
8. Les Quarante-cinq ans d'Howard (Howard's 45th Fiasco) - (1er doublage)
9. Fonzie fait la loi (Fonzie the Flatfoot) - (2e doublage)
10. Cours de drague (A Date With Fonzie) - (2e doublage)
11. Les Vacances de Pâques (Three on a Porch) - (2e doublage)
12. La Soirée hawaïenne (Fonzie's New Friend) - (1er doublage)
13. Quatorze ans trois quarts (They Call It Potsie Love) - (2e doublage)
14. Chagrin d'amour (Tell It to the Marines) - (2e doublage)
15. Un tango pour Fonzie (Dance Contest) - (2e doublage)
16. Représentant ou dresseur de fauves (Fonzie the Salesman) - (2e doublage)
17. Baby sitting (Football Frolics) - (2e doublage)
18. Fonzie Superstar (Fonzie the Superstar) - (2e doublage)
19. Qui sera le pigeon ? (Two Angry Men) - (2e doublage)
20. Le Concours de beauté (Beauty Contest) - (2e doublage)
21. Spike fait des bêtises (Bringing Up Spike) - (2e doublage)
22. Fonzie porte des lunettes (A Sight for Sore Eyes) - (2e doublage)
23. Le Mariage d'Arnold (Arnold's Wedding) - (2e doublage)
24. Le Deuxième Anniversaire (2nd Anniversary Special) [Épisode bonus du DVD, pas de VF]

### Quatrième saison (1976-1977)(2edoublage)
1. Fonzie est amoureux - 1re partie (Fonzie Loves Pinky - Part 1)
2. Fonzie est amoureux - 2e partie (Fonzie Loves Pinky - Part 2)
3. Fonzie est amoureux - 3e partie (Fonzie Loves Pinky - Part 3)
4. Fonzie chez le psychiatre (A Mind of His Own)
5. Pas de panique, restons cool ! (Fonzie the Father)
6. Une dette envers Potsie (Fonzie's Hero)
7. Richie s'émancipe (A Place of His Own)
8. Marathon de danse (They Shoot Fonzies, Don't They ?)
9. Richie grand reporter (The Muckrackers)
10. Fonzie et le shérif (A.K.A. the Fonz)
11. Nouvelle conquête (Richie Branches Out)
12. Le Rendez-vous de Fonzie (Fonzie's Old Lady)
13. Nuit d'enfer dans une remise (Time Capsule)
14. La Soirée des records (The Book of Records)
15. La gloire est éphémère (A Shot in the Dark)
16. De l'huile sur le feu (Marion Rebels)
17. L'Anniversaire de mariage (The Third Anniversary Show)
18. Remise des prix - 1re partie (The Graduation - Part 1)
19. Remise des prix - 2e partie (The Graduation - Part 2)
20. Le Jour J est arrivé (The Physical)
21. Les Mauvais Garçons (Joanie's Weird Boyfriend)
22. Howard inventeur (Fonz-How, Inc.)
23. Le Chien de Fonzie (Spunky Come Home)
24. Ralphy a de sacrés ennuis (The Last of the Big Time Malphs)
25. Le Baptême de Fonzie (Fonzie's Baptism)

### Cinquième saison (1977-1978)(2edoublage)
1. Hollywood - 1re partie (Hollywood - Part 1)
2. Hollywood - 2e partie (Hollywood - Part 2)
3. Hollywood - 3e partie (Hollywood - Part 3)
4. Une visite au campus (Hard Cover)
5. Chachi a besoin d'une leçon (My Cousin the Cheat)
6. La Nuit d'Halloween (Fonsillectomy)
7. Cohabitation (The Apartment)
8. Lester Tuscadero - 1re partie (Fonzie : Rock Entrepreneur - Part 1)
9. Lester Tuscadero - 2e partie (Fonzie : Rock Entrepreneur - Part 2)
10. Fonzie dans le grand monde (My Fair Fonzie)
11. Les Copains avant tout (Bye, Bye, Blackball)
12. K.O. par amour (Requieum for a Malph)
13. Richie mène l'enquête (Nose for News)
14. La Visite du grand-père (Grandpa's Visit)
15. Les Fiançailles de Potsie (Potsie Gets Pinned)
16. Premier baiser (Joanie's First Kiss)
17. Marion se fait des idées (Marion's Misgivings)
18. La Moto de Richie (Richie Almost Dies)
19. Fonzie déprime (Spunkless Spunky)
20. La Saint Valentin (Be My Valentine)
21. Souvenirs, souvenirs (Our Gang)
22. Richie et l'extra-terrestre (My Favorite Orkan)
23. Une famille modèle (The Fourth Anniversary Show)
24. Voulez-vous danser ? (Do You Want to Dance)
25. Le Rêve d'Arnold (Second Wind)
26. Richie surveille sa sœur (Rules to Date By)
27. Coupable ou non coupable (Fonzie for the Defense)

### Sixième saison (1978-1979)(2edoublage)
1. En route pour le far west - 1re partie (Westward Ho ! - Part 1)
2. En route pour le far west - 2e partie (Westward Ho ! - Part 2)
3. En route pour le far west - 3e partie (Westward Ho ! - Part 3)
4. Aide-toi et le Ciel t'aidera (Fonzie's Blindness)
5. Infidélités (Casanova Cunningham)
6. Fonzarelli Junior (Kid Stuff)
7. Joyeux anniversaire (Sweet Sixteen)
8. Tornade à Milwaukee (Fearless Malph)
9. Sorcellerie (The Evil Eye)
10. Le Gang (The Claw Meets the Fonz)
11. Fonzie est allergique aux filles (The Fonz is Allergic to Girls)
12. Nos ancêtres (The First Thanksgiving)
13. Voleur de baiser (The Kissing Bandit)
14. Un spectacle magique (The Magic Show)
15. Élections (Richie Gets Framed)
16. Joyeux Noël (Christmas Time)
17. Les Premières Cigarettes (Smokin' Ain't Cool)
18. Courrier du cœur (Ralph Vs. Potsie)
19. Un imprésario peu scrupuleux (Stolen Melodies)
20. Deuxième lune de miel (Married Strangers)
21. Confidences pour confidences (Marion, Fairy Godmother)
22. Les Funérailles de Fonzie - 1re partie (Fonzie's Funeral - Part 1)
23. Les Funérailles de Fonzie - 2e partie (Fonzie's Funeral - Part 2)
24. Le Visiteur venu d'ailleurs (Mork Returns)
25. Le Duel du siècle (The Duel)
26. Fonzie protecteur (Chachi's Incredo-Wax)
27. Du rififi à l'école (Potsie Quits School)

### Septième saison (1979-1980)(2edoublage)
1. Les Joies de la campagne (Shotgun Wedding)
2. Un pacte avec le Diable (Chachi Sells His Soul)
3. Vingt-quatre heures interminables (Fonzie Meets Kat)
4. Marion en prison (Marion Goes to Jail)
5. La Première Paye de Richie (Richie's Job)
6. Richie ira-t-il à Venise ? (Richie Falls in Love)
7. Fonzie acteur (Fonzie's a Thespian)
8. Soirée burlesque (Burlesque)
9. Chachi assistant photographe (Joanie Busts Out)
10. L'amitié triomphe toujours (King Richard's Big Knight)
11. L'Enlèvement de Chachi (Fonzie Vs. the She-Devils)
12. C'est dur la vie (The Mechanic)
13. Le Carrefour des soupirs (They're Closing Inspiration Point)
14. Noces d'argent (Here Comes the Bride Again)
15. Vacances de printemps (Ah,Wilderness)
16. Le Petit Ami de Joanie (Joanie's Dilemma)
17. Le Feu chez Arnold (Hot Stuff)
18. Le Nouvel Arnold (The New Arnold's)
19. Restons honnêtes (The Hucksters)
20. Illusions perdues (Allison)
21. Soirée romantique (Fools Rush In)
22. Papa, tu es merveilleux (Father and Son)
23. Potsie et le show business (A Potsie is Born)
24. C'était les années folles (The Roaring Twenties)
25. Le Drame de Ralph (Ralph's Family Problem)

### Huitième saison (1980-1981)(2edoublage)
1. Le Concert (No Tell Motel)
2. Enseigner est un art (Live and Learn)
3. Vos rêves se réaliseront (Dreams Can Come True)
4. Bienvenue Roger (Hello, Roger)
5. Joanie veut une voiture (Joanie Gets Wheels)
6. Un Noël sans Richie (White Christmas)
7. Monsieur le professeur (And the Winner Is...)
8. Al retrouve Rosa (If You Knew Rosa)
9. Un cadeau pour Fonzie (The Sixth Sense)
10. Du courage ! (It Only Hurts When I Smile)
11. Le Cauchemar de Fonzie (Welcome to My Nightmare)
12. Broadway, ce n'est pas pour demain ! (Broadway It's Not)
13. Moi marié, non ! (Bride and Gloom)
14. Querelles d'amoureux (Hello, Mrs. Arcola)
15. Quel week-end ! (Fonzie Gets Shot)
16. Le Secret de Potsie (Potsie on His Own)
17. Une leçon de courage (Tall Story)
18. Trop poli pour être honnête (Scholarship)
19. Un mariage original (R.C. and L.B. Forever)
20. Howard le Don Juan (Howard's Bowling Buddy)
21. Fonzie cherche sa mère (Mother and Child Reunion)
22. L'Amérique en musique (American Musical)

### Neuvième saison (1981-1982)(2edoublage)
1. Un été en couleurs - 1re partie (Home Movies - Part 1)
2. Un été en couleurs - 2e partie (Home Movies - Part 2)
3. Walter (Not With My Mother, You Don't)
4. La Colère de Joannie (Another Night at Antoine's)
5. Bébé Cuningham (Little Baby Cunningham)
6. Ah ! Les femmes (The Other Guy)
7. Éducation sexuelle (Fonzie the Substitute)
8. Amitié (Just a Piccalo)
9. Le Péché de Fonzie (No, Thank You)
10. Le Week-end de Joanie (Baby, It's Cold Inside)
11. Eugène superman (Hello, Tough Guy)
12. Le Choix de Joanie (To Beanie or Not to Beanie)
13. Le Combat de Fonzie (Southern Crossing)
14. Fonzie et sa grand-mère (Grandma Nussbaum)
15. Frankie Avalon (Poohba Doo Dah)
16. Fonzie devient classique (A Touch of Classical)
17. Joyeux anniversaire Fonzie (Hi Yo, Fonzie Away)
18. La Méthode Fonzie (Great Expectations)
19. Salut Flip (Hello, Flip)
20. L'Avenir de Chachi (Chachi's Future)
21. La Nouvelle Amie de Joanie (Tell Tale Tart)
22. Al se marie (Love and Marriage)

### Dixième saison (1982-1983)(2edoublage)
1. L'Inconnue (A Woman Not Under the Influence)
2. L'Oiseau quitte le nid (Letting Go)
3. Les enfants sont partis (Empty Nest)
4. Fonzie contre Hélène (A Night at the Circus)
5. Fonzie bon citoyen (A Little Case of Revenge)
6. Rock ou folk (Who Gives a Hootenanny)
7. Fonzie se fiance (Going Steady)
8. Premier flirt (Such a Nice Girl)
9. Howard fait faillite (There's No Business Like No Business)
10. La Dispute (All I Want for Christmas)
11. Le Retour de Lorraine (Since I Don't Have You)
12. La Réconciliation (Hello, Pfisters)
13. Pas de chance Fonzie (I Drink, Therefore I Am)
14. Un amour difficile (Prisoner of Love)
15. Un pour tous, tous pour un (Life is More Important Than Show Business)
16. Fonzie a les nerfs (Nervous Romance)
17. Permission refusée (I'm Not at Liberty)
18. L'Accident (Wild Blue Yonder)
19. Coup de théâtre (May the Best Man Win)
20. Fonzie joue au papa (Babysitting)
21. La Séparation (Turn Around and You're Home)
22. Histoire de cœur (Affairs of the Heart)

### Onzième saison (1983-1984)(2edoublage)
1. L’Épreuve (Because It's There)
2. La déchirure (The Ballad of Joanie and Chachi)
3. Week-end mouvementé (Where the Guys Are)
4. Le Retour de Richie - 1re partie (Welcome Home - Part 1)
5. Le Retour de Richie - 2e partie (Welcome Home - Part 2)
6. Le Tournoi de boxe (Glove Story)
7. Roger contre les piranhas (Vocational Education)
8. Le Nouveau Frère de Fonzie (Arthur, Arthur)
9. De l'eau, de l'eau (You Get What You Pay For)
10. Joanie professeur (Kiss Me, Teach)
11. Le Jugement (The People Vs. The Fonz)
12. Howard est jaloux (Like Mother, Like Daughter)
13. Les Bons Conseils de Fonzie (Social Studies)
14. Partie de poker (So How Was Your Weekend ?)
15. Chachi professeur de danse (Low Notes)
16. Joanie bienfaitrice (School Dazed)
17. La Maladie de Chachi (Good News, Bad News)
18. Fonzie chez les Léopards (Fonzie's Spots)
19. Fonzie devient fou (The Spirit is Willing)
20. Les Cunningham déménagent (Fonzie Moves Out)
21. Une grande décision - 1re partie (Passages - Part 1)
22. Une grande décision - 2e partie (Passages - Part 2)

### Doublage français
- Comédiens :

Certains comédiens effectuant le doublage pour la version française, ont changé au cours de la saison 3. Et pour cause : les premières saisons ont été diffusées en 1976 par TF1, et la suite à partir de 1987 sur La Cinq. L'épisode Un Noël sans famille a, quant à lui, subi un redoublage plus récent en raison vraisemblablement d'une détérioration du son. Si Arlette Thomas reprête sa voix à Marion Ross en dépit d'un vieillissement vocal, Tom Bosley est en revanche doublé par Michel Vigné.
- Erreur de traduction :

La version française de 1987 présente quelques incohérences temporelles et culturelles : Par exemple, dans le 2e épisode de la saison 3, le personnage de Ralph Malph dit qu'il a regardé la veille les séries Arnold et Willy (créée en 1978) et Mission impossible (créée en 1966), créant de fait une anachronie puisque l'action se déroule dans les années 1950 (d'autres épisodes évoquent diverses séries des années 80, dont notamment Starsky et Hutch, créée en 1975). Dans la version originale, Ralph explique avoir vu les séries Amos 'n' Andy (diffusée de 1951 à 1953) et My little Margie (diffusée de 1952 à 1955), deux séries inconnues en France.
Dans le même épisode, Fonzie parle de la série Chips (créée en 1977), alors qu'en V.O. le personnage évoque la série Highway Patrol, diffusée de 1955 à 1959.

## Autour de la série
- Lorsque la série a été lancée en 1974, les créateurs s'attendaient à ce que les jeunes téléspectateurs s'identifient davantage à Richie et Potsie (les bons garçons) qu'à Fonzie (le mauvais garçon). À la fin de la première saison, se rendant compte que les jeunes adorent Fonzie, les producteurs ont décidé de donner plus d'importance au personnage dès la deuxième saison, celui-ci dégageant même plus de sympathie envers les autres (notamment en proposant à Ritchie une superbe voiture à vendre). Nouvelle tournure au début de la troisième lorsque Fonzie intègre la famille Cunningham en s'installant dans la chambre à louer au-dessus du garage. Dès lors la popularité de Fonzie ne cesse de s'intensifier au fil des saisons suivantes, au point même que la série a failli être rebaptisée Fonzie's Happy Days.
- Contrairement à son personnage, Henry Winkler déteste le rock'n roll, les blousons, la banane et même les motos (raison pour laquelle Fonzie roule rarement avec).
- La série a fait naître deux expressions du jargon télévisuel américain. « le syndrome Chuck Cunningham » évoque la disparition soudaine et inexpliquée d’un personnage de série : en effet, le fils aîné de la famille Cunningham a disparu après la deuxième saison sans aucune raison. De même, quand la qualité d’une série chute brutalement, on parle de « sauter par-dessus le requin », car les fans s’accordent à dire que Happy Days a commencé à baisser en qualité à partir de l’épisode où Fonzie réussit l’exploit de passer au-dessus d’un requin, en faisant du ski nautique pour Hollywood, au début de la saison 5[15].
- Henry Winkler, Marion Ross, Erin Moran et Tom Bosley sont les quatre seuls acteurs à rester dans la série du début jusqu'à la fin. En effet Ron Howard et Donny Most quittent la série en 1980. Howard décide de se consacrer à sa carrière de réalisateur (il aurait également déclaré à l'époque que, perdant ses cheveux, il ne souhaitait pas imposer sa calvitie au personnage). Anson Williams, quant à lui, tire sa révérence en 1983.
- Parmi la distribution récurrente de la série, on peut retrouver notamment des transfuges du film American Graffiti (en dehors de Ron Howard) comme Manuel Padilla Jr. (en) (dans l'épisode de la saison 1 De la bagarre dans l'air) ou encore le groupe Flash Cadillac and the Continental Kids. On trouve également de futurs interprètes du film Grease, entre autres Jeff Conaway et Didi Conn.
- Henry Winkler fut l'une des premières stars interviewées par la télé à la suite de la mort d'Heather O'Rourke, dont il fit, d'ailleurs, partie des porteurs du cercueil.

## Produits dérivés (France)

### DVD
Les DVD édité en 2007-2008 en Dolby Digital 1.0, multilingue (anglais, français, italien) et sous-titré (anglais, français, danois, italien, suédois, norvégien, finnois et néerlandais). Les épisodes apparaissent dans l'ordre de leur diffusion originale.
Editeur : Universal Pictures Vidéo (En france, que 4 saisons de sortie)
- l'intégrale de la saison 1 - 18 octobre 2007
- l'intégrale de la saison 2 - 4 decembre 2007
- l'intégrale de la saison 3 - 3 avril 2008
- l'intégrale de la saison 4 - 2 decembre 2008
- Coffret saison 1 à 4 - 3 octobre 2017

Aux États-Unis, 6 saisons de la série ont été éditées en vidéo.